# Drosera bequaertii
Drosera bequaertii är en sileshårsväxtart som beskrevs av Taton. Drosera bequaertii ingår i släktet sileshår, och familjen sileshårsväxter. IUCN kategoriserar arten globalt som sårbar.
Artens utbredningsområde är:
- Angola.
- Kongo-Kinshasa.

Inga underarter finns listade i Catalogue of Life.